# Amazon-klass
Amazon-klass eller Typ 21-klass är en klass fregatter tillverkade för Royal Navy under 1970-talet. De flesta fartygen i klassen deltog i Falklandskriget och två av fartygen, HMS Antelope och HMS Ardent, gick också förlorade under konflikten med bara några dagars mellanrum. Återstående fartyg såldes till Pakistan i början av 1990-talet.

## Utveckling
I mitten av 1960-talet började Royal Navy undersöka möjligheten att ersätta fregatterna i Leopard- och Salisbury-klasserna. De fregatterna var dieseldrivna och med en toppfart på 24 knop ansågs de vara för långsamma. Vanligen designades brittiska örlogsfartyg av Amiralitetets (senare försvarsministeriets) fartygsavdelning i Bath, men Vosper Thornycroft hade redan en färdig design som de propagerade för. Amiralitetet hade föredragit att utveckla ett ångturbindrivet fartyg, men påtryckningar från Treasury och förseningen av Broadsword-klassen gjorde att Amiralitetet till sist föll till föga och godkände en beställning av åtta stycken fartyg från Vosper Thornycroft (fem av fartygen kom dock att byggas av Yarrow Shipbuilders). Amiralitetets krav på enbart gasturbindrift i stället för CODOG och stridsledningssystemet CAAIS (Computer Assisted Action Information System) gjorde dock att de trots allt blev dyrare än Leander-klassen både i drift och i inköp.
Redan tidigt kritiserades fartygen för att vara dåligt beväpnade vilket gjorde att de fyra sista fartygen i klassen byggdes med fyra stycken MM.38 Exocet sjömålsrobotar på en plattform mellan kanontornet och kommandobryggan. Motmedelssystemet Corvus som satt där från början blev flyttat längre akterut. Övriga fartyg i klassen fick robotarna i efterhand (utom Antelope som gick förlorad innan ombyggnad). Den Westland Wasp-helikopter som fartygen ursprungligen var konstruerade för byttes också efter hand ut mot Westland Lynx.
Flera förslag att modernisera fartygen med exempelvis Sea Wolf-robotar och släpsonar bordlades, både av kostnadsskäl och av utrymmesskäl. Man räknade i stället med att fartygen kunde ersättas med den tredje batchen Broadsword-klass fregatter i slutet av 1980-talet. Fartygen kritiserades också för att vara trångbodda, eller snarare överbemannade eftersom 177 man ansågs vara en stor besättning för en fregatt. Inkvarteringen var dock avsevärt bättre än på de jämnåriga jagarna i Sheffield-klassen.
Erfarenheterna från Falklandskriget ställde dock alla planer på huvudet. Trots att två fartyg gick förlorade ansågs fartygen ha gjort bra ifrån sig och klarat av flera olika typer av uppdrag som beskjutning av landmål, ubåtsjakt, eskort och spaning. Vädret och sjögången i Sydatlanten hade gått hårt åt fartygen och vid hemkomsten till Storbritannien förstärktes skroven med påsvetsade stålplåtar samtidigt som förbättringar av maskineriet gjordes för att göra dem tystare. Därmed förlängdes även fartygens livslängd och de avrustades inte förrän på 1990-talet då de kvarvarande fartygen såldes till Pakistan. Fartygen levererades utan Exocet- och Sea Cat-robotar och Pakistan valde att i stället beväpna fartygen med kinesiska LY-60 luftvärnsrobotar, en amerikansk Phalanx CIWS och senare även Harpoon-robotar.

## Fartyg i klassen

### HMSAmazon(F169)
Kölsträckt: 6 november 1969, Sjösatt: 26 april 1971, Tagen i tjänst: 11 maj 1974. Såld till Pakistan 30 september 1993.

HMS Amazon deltog i flottrevyn vid Elizabeth II:s silverbröllop i juni 1977. I november samma år utbröt en brand ombord när fartyget befann sig utanför Singapore. I december 1980 gick hon på grund utanför Belize. Amazon var det enda fartyget i sin klass som inte deltog i Falklandskriget eftersom hon vid tillfället tjänstgjorde i Persiska viken. Däremot genomförde hon en patrull i Sydatlanten under andra delen av 1982. Amazon var det sista fartyget i klassen som bestyckades med Exocet-robotar.
Den 30 september 1993 såldes Amazon till Pakistan där hon fick namnet Babur. Hon levererades utan Exocet- och Sea Cat-robotar och bestyckades i stället med LY-60-robotar och automatkanoner. Radarn byttes också ut mot en radar från Hollandse Signaalapparaten. Den 16 juni 2011 genomförde Babur operation Umeed-e-Nuh, undsättningen av M/V Suez som tre dagar innan hade släppts av de somaliska pirater som kapade henne 2010. Suez var i dåligt skick efter tio månader för ankar utanför Somalia och tog in vatten. Suez befälhavare beslöt därför att överge fartyget och besättningen plockades upp av Babur. Suez sjönk sex dagar senare. Under operationen kolliderade Babur med den indiska fregatten Godavari.

### HMSAntelope(F170)

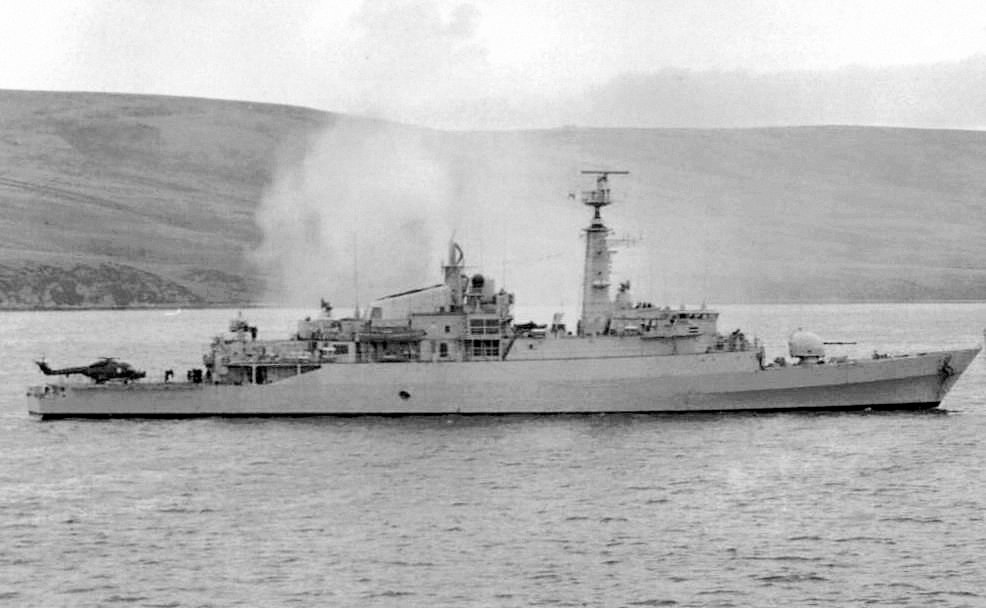
HMS Antelope utanför San Carlos 23 maj 1982. Hålet efter bombträffen i skrovsidan syns tydligt.

Kölsträckt: 23 mars 1971, Sjösatt: 16 mars 1972, Tagen i tjänst: 16 juli 1975. Gick förlorad under Falklandskriget.

HMS Antelope deltog i flottrevyn vid Elizabeth II:s silverbröllop i juni 1977. Antelope lämnade Ascension 14 maj 1982 och anlände till operationsområdet vid Falklandsöarna 21 maj. Två dagar senare anfölls hon av fyra argentinska Skyhawks medan hon skyddade landstigningen i Port San Carlos. Två bomber träffade fartyget utan att explodera. Flera försök att desarmera bomberna misslyckades och vid ett fjärde försök detonerade en av bomberna. Babordssidan av fartyget slets upp och bränder startade både i pannrummet och maskinrummet. Två personer omkom; sjömannen Mark Stephens dödades när bomben träffade fartyget och översergeant James Prescott dödades när bomben exploderade. Resten av besättningen evakuerades. Antelope fortsatte att brinna och sjönk först dagen därpå.

### HMSAmbuscade(F172)
Kölsträckt: 1 september 1971, Sjösatt: 18 januari 1973, Tagen i tjänst: 5 september 1975. Såld till Pakistan 28 juli 1993.

HMS Ambuscade var på hemväg från Persiska viken när Falklandskriget bröt ut. Hon lämnade Gibraltar 2 maj 1982 och sammanstrålade med Antelope vid Ascension varefter de avseglade mot Falklandsöarna. En av Ambuscades gasturbiner havererade på vägen men hon lyckades ändå nå stridsstyrkan samma dag som Antelope. Hon deltog i sökandet efter överlevande från S/S Atlantic Conveyor och i juni understödde hon anfallet mot Port Stanley med artillerield.
År 1983 kolliderade hon med den amerikanska kryssaren USS Dale under en övning i Indiska oceanen. Ett stort stycke av bogen slets bort och Ambuscade fick ligga sex veckor i torrdocka i Bombay för reparation.
Den 28 juli 1993 såldes Ambuscade till Pakistan där hon fick namnet Tariq. Hon levererades utan Exocet- och Sea Cat-robotar. I stället fick hon utökad inkvartering för att kunna ta med en halvpluton marinsoldater. Närförsvaret fick också en avsevärd förbättring med LY-60-robotar och en Phalanx CIWS.

### HMSArrow(F173)

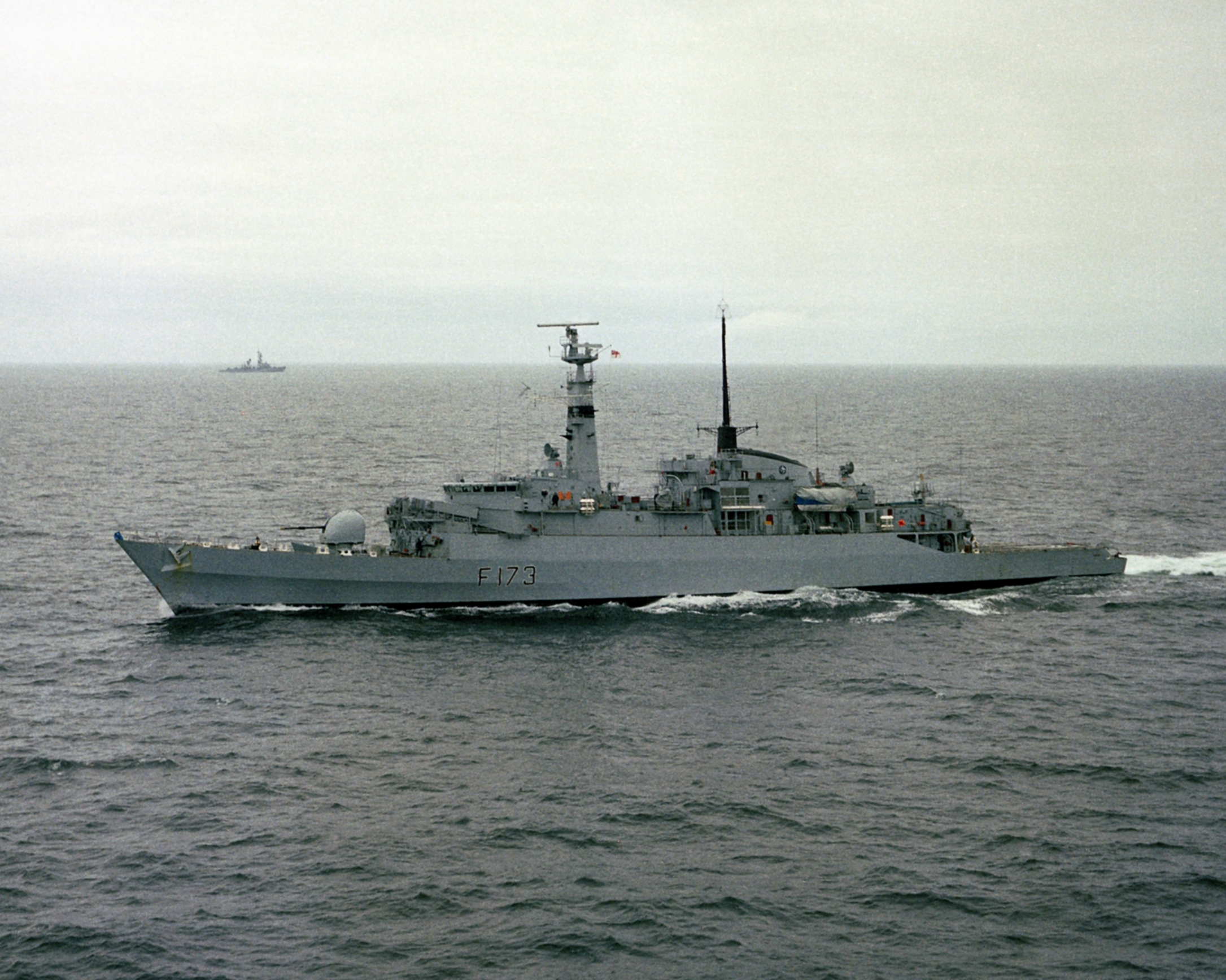
HMS Arrow till sjöss, ungefär 1982.

Kölsträckt: 28 september 1972, Sjösatt: 5 februari 1974, Tagen i tjänst: 29 juli 1976. Såld till Pakistan 1 mars 1994.

HMS Arrow var det första fartyg som besköt mål till lands under Falklandskriget när hon 1 maj 1982 bombarderade Stanley Airport. Samma dag blev hon också det första brittiska fartyget som blev utsatt för fientlig eldgivning när en argentinsk Mirage 5 besköt henne med sina 30 mm automatkanoner. Den 4 maj räddade hon största delen av besättningen från HMS Sheffield som träffats av Exocet-robot. Natten mellan 10 och 11 maj utkämpade hon och Alacrity en strid med den argentinska ubåten San Luis i Falklandssundet. San Luis avfyrade en målsökande torped som träffade och förstörde Arrows skenmål. Den 21 maj understödde hon de brittiska fallskärmsjägarnas anfall under slaget om Goose Green. Den 8 juni deltog Arrow i räddningen av HMS Plymouth som fattat eld efter att ha träffats av fyra bomber. Hon tjänstgjorde fram till 1 mars 1994 då hon såldes till Pakistan. I Pakistan fick hon namnet Khaibar.

### HMSActive(F171)
Kölsträckt: 21 juli 1971, Sjösatt: 23 november 1972, Tagen i tjänst: 17 juni 1977. Såld till Pakistan 23 september 1994.

HMS Active var det första fartyget i klassen som redan från början byggdes med Exocet-robotar på fördäck. Active lämnade Storbritannien 10 maj 1982 tillsammans med ”Stridsgrupp Bristol” och anlände till Falklandsöarna 21 maj. Sin första stridsinsats gjorde hon natten mellan 13 och 14 juni när hon besköt argentinska trupper under slaget om Mount Tumbledown. Den 23 september 1994 såldes Active till Pakistan där hon fick namnet Shah Jahan.

### HMSAlacrity(F174)
Kölsträckt: 5 mars 1973, Sjösatt: 18 september 1974, Tagen i tjänst: 2 juli 1977. Såld till Pakistan 1 mars 1994.

HMS Alacrity deltog i flottrevyn vid Elizabeth II:s silverbröllop i juni 1977. Alacrity deltog i Falklandskriget och lämnade Devonport redan 5 april 1982. Natten mellan 10 och 11 maj var Alacrity det första brittiska fartyg i konflikten som seglade genom Falklandssundet för att leta efter minfält. I höjd med Swan Island upptäckte hon det argentinska underhållsfartyget ARA Isla de los Estados som sänktes med artillerield. På återvägen avfyrade den argentinska ubåten San Luis en torped mot henne som dock missade. Hon fick mindre skador vid en kollision i samband med försöken att undsätta S/S Atlantic Conveyor den 25 maj.
1989 tjänstgjorde Alacrity i Västindien och fick i uppdrag att genomföra en humanitär hjälpinsats på Montserrat som drabbats av orkanen Hugo. Arbetet fick utföras med fartygets Lynx-helikopter eftersom kajen i Plymouth raserats av vågorna. Den 1 mars 1994 såldes Alacrity till Pakistan där hon fick namnet Badr. Badr avrustades i april 2013 och har sedan dess använts som reservdelar till de andra pakistanska fartygen i klassen.

### HMSArdent(F184)
Kölsträckt: 26 februari 1974, Sjösatt: 9 maj 1975, Tagen i tjänst: 13 oktober 1977. Gick förlorad under Falklandskriget.

HMS Ardent avseglade från Devonport 19 april 1982 för att delta i Falklandskriget. Hon anlände till Ascension 3 maj och avseglade därifrån 7 maj eskorterande bland annat S/S Canberra som tagits i tjänst som trupptransportfartyg. Den 21 maj besköt hon flygfältet i Goose Green för att understödja den brittiska landstigningen när hon anfölls av argentinska flygplan i tre omgångar. Det första anfallet kom kl 16 (UTC) när en ensam Skyhawk fällde två bomber mot fartyget som missade. Kl 17:40 anföll tre stycken Daggers Ardent. Två bomber träffade och exploderade i helikopterhangaren medan en tredje träffade maskinrummet utan att explodera. Sea Cat-systemet som var monterat på hangarens tak förstördes och i maskinrummet förstördes en elcentral som bland annat försåg den främre kanonen med elkraft. Fartyget var fortfarande fullt manöverdugligt, men försvarslöst. Det slutliga anfallet kl 18 genomföres av tre (argentinsk uppgift) eller fem (brittisk uppgift) Skyhawks som fällde flera bomber mot fartyget vara minst två exploderade i aktern. Fartyget tappade styrförmågan och började ta in vatten varför befälhavaren kommendör Alan West gav ordern att överge fartyget. De överlevande plockades upp av fregatten HMS Yarmouth. Ardent fortsatte att brinna natten igenom och sjönk kl 6:30 nästa morgon. 22 man dödades, de flesta i den sista attacken.

### HMSAvenger(F185)
Kölsträckt: 30 oktober 1974, Sjösatt: 20 november 1975, Tagen i tjänst: 15 april 1978. Såld till Pakistan 23 september 1994.

HMS Avenger var det sista fartyget i Amazon-klassen. Hon var flaggskepp för 4:e fregattdivisionen från 1981 till 1986. Den 10 maj 1982 lämnade Avenger Devonport för att anlända till operationsområdet vid Falklandsöarna två veckor senare. Medelhastigheten för resan var 28 knop och hon satte därmed rekord på sträckan Storbritannien–Falklandsöarna. Två av hennes systerfartyg hade nyligen sänkts och kapten Hugo White lät därför bärga en av Antelopes båda luftvärnskanoner för att förbättra Avengers närskydd. Två gånger utsattes hon för fientlig eldgivning. Det första från land när en Exocet avfyrad från Port Stanley passerade tätt över fartyget utan att träffa. Det andra inträffade två dagar senare när hon anfölls av sex argentinska flygplan. En Exocet-robot missade fartyget efter att ha lurats av motmedel och även flera bomber missade fartyget. Ett av de anfallande flygplanen sköts ner. Den 23 september 1994 såldes Avenger till Pakistan där hon fick namnet Tippu Sultan.